# Томасвил (Џорџија)
Томасвил (Џорџија) (енгл. Thomasville) град је у америчкој савезној држави Џорџија. По попису становништва из 2010. у њему је живело 18.413 становника.

## Демографија
Према попису становништва из 2010. у граду је живело 18.413 становника, што је 251 (1,4%) становника више него 2000. године.
| Група             | 2000.          | 2010.         |
| Белци             | 7.677 (42,3%)  | 7.711 (41,9%) |
| Афроамериканци    | 10.060 (55,4%) | 9.904 (53,8%) |
| Азијати           | 96 (0,5%)      | 154 (0,8%)    |
| Хиспаноамериканци | 232 (1,3%)     | 418 (2,3%)    |
| Укупно            | 18.162         | 18.413        |